# يابو
يابو بلدية في ولاية ميناس جيرايس في المنطقة الجنوبية الشرقية من البرازيل.